# Risadinha
Risadinha, tiraninho-imberbe-meridional ou risadinha-do-sul (Camptostoma obsoletum) é uma espécie sul-americana de ave passeriforme da família dos tiranídeos. Tais aves chegam a medir até 10 cm de comprimento, possuindo um bico pequeno, cabeça acinzentada, dorso esverdeado e asas com duas faixas ferrugíneo-claras. Também são conhecidas pelos nomes de alegrinho, assobia-cachorro, assovia-cachorro, joão-bobo-pequeno e poaieiro.
1. ↑  «Tyrannidae». Aves do Mundo. 26 de dezembro de 2021. Consultado em 5 de abril de 2024
2. ↑  Paixão, Paulo (Verão de 2021). «Os Nomes Portugueses das Aves de Todo o Mundo» (PDF) 2.ª ed. A Folha — Boletim da língua portuguesa nas instituições europeias. ISSN 1830-7809. Consultado em 5 de abril de 2024. Cópia arquivada (PDF) em 23 de abril de 2022